# Большеглазки

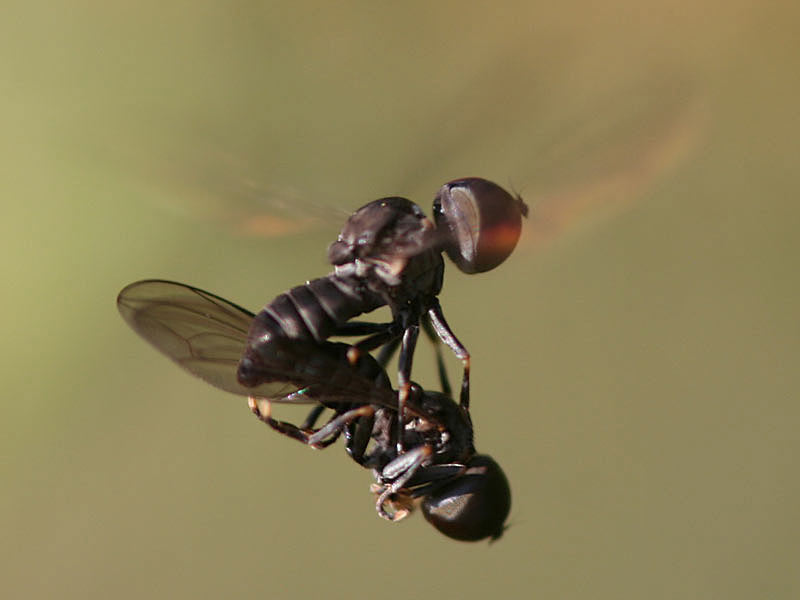

Большеглазки, или цикадоедки (лат. Pipunculidae) — семейство двукрылых насекомых из подотряда короткоусых (Brachycera). Устоявшегося русского названия нет (пипункулиды, большеглазки, цикадоедки).

## Описание
Крупноглазые мелкого размера мухи, чья длина колеблется в пределах от 2,5 до 4 мм, реже до 7 мм (виды рода Nephrocerus иногда превышают 10-12). Являются эндопаразитоидами цикадок (Cicadellidae, Cercopidae, Delphacidae, Membracidae, Issidae, Cixiidae, Flatidae).

## Распространение
Космополиты. В Палеарктике — 360 видов, в России — около 200 видов. В Средней Европе около 100 видов, в Германии — 80 видов.

## Эволюция
Согласно молекулярным исследованиям большеглазки появились в маастрихтском веке мелового периода. В ископаемом состоянии известны с раннего эоцена. Metanephrocerus найден в ипрском ярусе, Priabona — в приабонском, в честь которого и получила своё название.

## Значение
Имеют важное значение как агенты биологического контроля за вредящими видами цикадок, особенно поражающих посевы риса (Koizumi, 1959; Hardy 1971; Jano, 1979; Jano et al., 1984).

## Систематика
1400 видов, более 30 родов.
Подсемейство Chalarinae
- Chalarus Walker, 1834[7]
- Jassidophaga Aczél, 1939[8]
- †Protoverrallia Aczél, 1948 (балтийский янтарь, эоцен)
- Verrallia Мик, ЙозефMik, 1899[9]

Подсемейство Nephrocerinae
- Триба Nephrocerini
  - Nephrocerus Zetterstedt, 1838[10]
- Триба incertae sedis
  - †Priabona Archibald, Kehlmaier & Mathewes, 2014 (Florissant Formation, эоцен)

Подсемейство Protonephrocerinae
- Protonephrocerus Collin, 1931[11]
- †Metanephrocerus Carpenter & Hull, 1939 (Klondike Mountain Formation, Вашингтон, эоцен; балтийский янтарь, эоцен)
  - Nephrocerus Zetterstedt, 1838

Подсемейство Pipunculinae
- Триба Cephalopsini
  - Cephalops Fallén, 1810[12]
  - Cephalosphaera Enderlein, 1936[13]
- Триба Microcephalopsini
  - Collinias Aczél, 1940[14]
  - Microcephalops De Meyer, 1989[15]
- Триба Eudorylini
  - Allomethus Hardy, 1943[16]
  - Amazunculus Rafael, 1986[17]
  - Basileunculus Rafael, 1987[18]
  - Claraeola Aczél, 1940[14]
  - Clistoabdominalis Skevington, 2001[19]
  - Dasydorylas Skevington, 2001[19]
  - Elmohardyia Rafael, 1987[20]
  - Eudorylas Aczél, 1940[14]
- Триба Tomosvaryellini
  - Dorylomorpha Aczél, 1939[8]
  - Tomosvaryella Aczél, 1939[8]
- Триба Pipunculini
  - Pipunculus Latreille, 1802[21]